# 悦来镇 (桦川县)
悦来镇，是中华人民共和国黑龙江省佳木斯市桦川县下辖的一个乡镇级行政单位。

## 行政区划
悦来镇下辖以下地区：
长新社区、荣安社区、建民社区、团结社区、悦东村、悦江村、敬夫村、冷云村、悦胜村、悦强村、万里河村、孟家岗村、马库力村、腰林子村、双兴村、桦树村、万升村、中和村、苏苏村、偏脸子村和汶澄村。